# Manuel António Gonçalves Roque

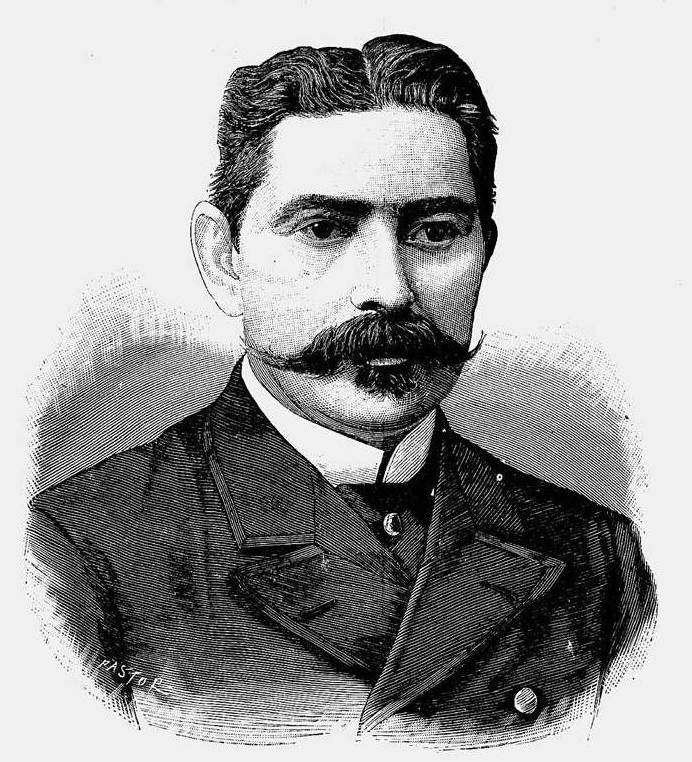
Manuel António Gonçalves Roque, 1884, gravura de F: Pastor (Ilustração Universal).

Manuel António Gonçalves Roque (Sistelo, 14 de junho de 1834 – Rio de Janeiro, 19 de outubro de 1886), primeiro visconde de Sistelo, foi um comerciante e filantropo português. Era irmão e genro do Visconde de Rio Vez.
Juntou-se ao irmão no Brasil em 1849, com 15 anos, onde tornou-se próspero comerciante de café e construiu uma considerável fortuna. Assim como seu irmão, Boaventura Gonçalves Roque, Manuel foi um reconhecido benemérito de diversas instituições sociais no Brasil e em Portugal.
Foi diretor do Banco de Crédito Real do Brasil. Nomeado Primeiro Vogal perpétuo do Gabinete Português de Leitura em 1874, do qual foi tesoureiro (1878) e membro de sua diretoria. Foi também secretário do conselho e mecenas do Liceu Literário Português no Rio de Janeiro. Era prior jubilado da Ordem Terceira do Carmo e sócio-benemérito do hospital da Beneficência Portuguesa no Rio de Janeiro.
Em 1875 pertencia à Loja Comércio do Grande Oriente da Maçonaria Brasileira. Nesse ano era também presidente do Club Mozart e em 1879 presidente do Club de Regatas, ambos no Rio de Janeiro.     

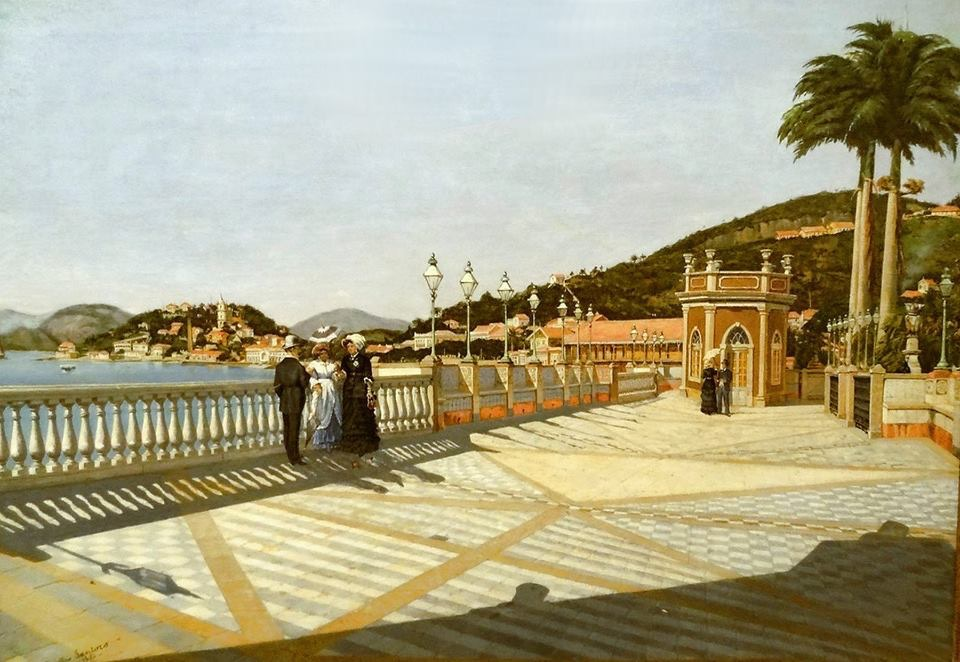
Passeio Público do Rio de Janeiro, numa pintura de Rosalbino Santoro em 1884, altura em que o frequentou, muito próximo da sua casa no bairro da Lapa.

A sua morada principal e mais duradoura no Rio de Janeiro, tal como a do seu irmão, foi na Rua Visconde de Inhaúma nº 50. A partir de 1872, indica também a morada no bairro da Lapa, Rua de Santa Teresa nº 40 (hoje Rua Joaquim Silva), perto do Passeio Público e do Cassino Fluminense que frequentava (hoje Automóvel Club do Brasil). Com a partida do irmão para Portugal, que organizou um leilão do conteúdo da casa da Lapa em julho de 1880, indica morada em um local próximo, na Rua Visconde de Maranguape nº 3, em 1882. Com viagens cada vez mais frequentes a Portugal, quando faleceu encontrava-se na mesma zona da Lapa, na rua Taylor nº 2.
Foi condecorado com Hábito da Ordem da Rosa, do Brasil e era fidalgo cavaleiro da Casa Real de Portugal. Comendador da Ordem de São Silvestre Magno, pelo Papa.
Casou em 1870 no Rio de Janeiro com sua sobrinha Júlia Labourdonnay Gonçalves Roque (1853–1932), vinte anos mais nova, que se tornou a Viscondessa de Sistelo. Foi uma pintora naturalista reconhecida no final do século XIX e inícios do século XX, tendo sido pioneira no acesso ao ensino artístico e na participação das mulheres luso-brasileiras nos Salões anuais parisienses. Ficou conhecida internacionalmente como Julie de Sistelo. O casal não teve filhos.

## Castelo de Sistelo
O Castelo de Sistelo é um palacete mandado construir por Manuel António Gonçalves Roque quando este terá regressado a Portugal, por volta de 1880, ano em que foi designado 1.º visconde de Sistelo, reconhecendo-o como mecenas de iniciativas sociais e artísticas no Brasil e em Portugal. Na freguesia de Sistelo financiou também a construção do chafariz, do cruzeiro, da escola e do jazigo onde a família está sepultada.
Faleceu a 19 de outubro 1886 no Rio de Janeiro.